# Lingva Komitato
Il Lingva Komitato (lett. "comitato linguistico", in lingua esperanto) fu una istituzione di governo linguistico sorta in seno al movimento esperantista, oggi non più attiva, istituita durante il primo Congresso Universale di Esperanto (tenutosi a Boulogne-sur-Mer, in Francia, nel 1905) quale organo consultivo su tematiche legate alla lingua.
Il suo scopo principale era la conservazione e la protezione della lingua esperanto, nonché l'attenzione verso la sua naturale evoluzione, in maniera tale che rimanesse sempre aderente al Fundamento (l'opera di Ludwik Lejzer Zamenhof in cui vennero gettate le basi della lingua e ne vennero enunciate le 16 regole fondamentali).
Quando il numero di membri del Komitato divenne troppo elevato (avendo raggiunto 102 membri provenienti da 26 nazioni), al suo interno fu istituita la Commissione Suprema, o Accademia, con un numero massimo di 18 membri.
Nel 1948 i due organi vennero fusi, dando vita all'attuale Akademio de Esperanto ("accademia di esperanto"). La Akademio ha ereditato integralmente i compiti e gli obiettivi del Komitato.

## Membri del Lingva Komitato nel 1907
1-a (sopra) linea

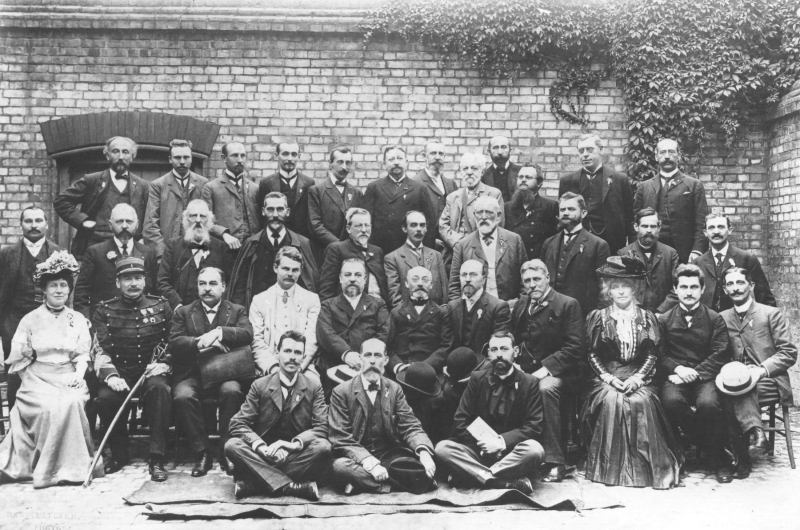
Il Lingva Komitato nel 1907

da sinistra a destra: Dreves Uitterdijk (Paesi Bassi), Thorsteinn Thorsteinsson (Islanda), Theodor Čejka (Moravia), Otto Simon (Vienna), Johann Schröder (Vienna), dott. Eduard Mybs (Distretto di Altona), Alfred Michaux (Boulogne-sur-Mer), Felix Stone Moscheles (Londra), professor Carlo Bourlet (Parigi), don Friedrich Schneeberger (Svizzera), John Ellis (Keighley, Inghilterra)
2-a linea
Th. Renard (Ginevra), Joseph Jamin (Bruxelles), professor Henri Dor (Diĵono), Joseph Rhodes (Keighley), professor Théophile Cart (Parigi), Edward Alfred Millidge (Inghilterra), Clarence Bicknell (Bordighera, Italia), Per Ahlberg (Stoccolma), Paul Gottfried Christaller (Stoccarda), A. P. Beauchemin (Canada)
3-a linea
Louisa Frederica Adela Schafer (Londra), capitano Pierre Ernest Matton (Francia), avvocato [manca il nome] (Parigi), Harold Bolingbroke Mudie (Londra), rettore Émile Boirac (Parigi), dott. L. L. Zamenhof (Varsavia), Louis de Beaufront (Louviers), colonnello John Pollen (Hindio), Rosa Junck (Bordighera), dott. Kazimierz Bein (Varsavia), Gaston Moch (Parigi)
4-a linea
Eduard Kühnl (Praga), dott. Alfons Sabadell (Barcellona), Samuel Meyer (La Rochelle)